# Mine de Grasberg
Pour les articles homonymes, voir Grasberg.
La mine de Grasberg est la plus grande mine d'or et la troisième plus importante mine de cuivre au monde. Elle se situe dans la province indonésienne de Papouasie dans la partie occidentale de la Nouvelle-Guinée, à quelques kilomètres à l'ouest du Puncak Jaya, le plus haut sommet d'Océanie. Elle se trouve ainsi à près de 4 000 m d’altitude. Elle comporte une mine à ciel ouvert et une mine souterraine. Elle est exploitée par la compagnie minière américaine Freeport-McMoRan.
Ses réserves sont estimées à 2,8 milliards de tonnes, avec une teneur de 1,09 % en cuivre, 0,98 gramme/tonne en or et 3,87 grammes/tonne en argent.

## Histoire

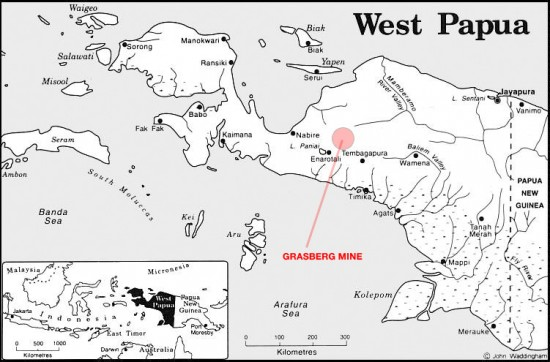
Localisation de la mine.

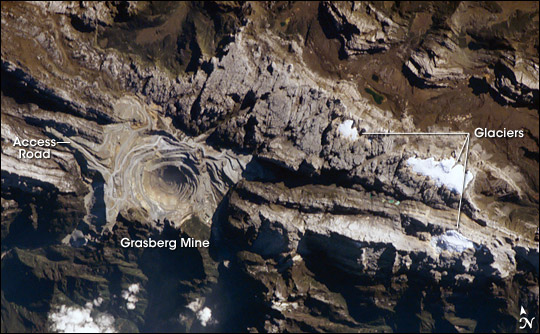
La mine de Grasberg vue de l'espace en 2005.

Le géologue néerlandais Jean Jacques Dozy a exploré les Indes orientales néerlandaises en 1936 pour mesurer le glacier des monts Jayawijaya, en Papouasie occidentale. Il décrit une roche particulière, de couleur noire aux reflets verts. En 1939, il rédige un rapport sur l’Ertsberg (« montagne du minerai » en néerlandais), un ancien piton rocheux d'environ 3 600 mètres d'altitude, constitué de porphyre et contenait de grandes quantités de cuivre ainsi que des traces d'or. Mais ce rapport passe inaperçu à cause de la Seconde Guerre mondiale. Vingt ans plus tard, le géologue Forbes Wilson, à la recherche de nickel pour la compagnie minière Freeport, lit le rapport. Il oublie aussitôt le nickel : alors âgé de cinquante ans, il arrête de fumer, se remet en condition physique et se prépare à explorer l'Ertsberg. L’expédition qu’il conduit avec Del Flint découvre d’énormes gisements de cuivre en 1960.

Avec l’autorisation du gouvernement indonésien, la mine d’Ertsberg est mise en exploitation, à 4 500 mètres d'altitude. Elle ouvre en 1973, puis en 1981 s’étend avec l’Ertsberg de l'Est. Un chemin de fer est construit pour transporter le personnel et le matériel.
Au milieu des années 1980, la mine est presque totalement épuisée. Mais au lieu de vendre la mine (on lui en propose 75 millions de dollars), Freeport envoie des géologues pour des recherches approfondies et finit par découvrir à proximité, un deuxième gisement aussi important, Grasberg. En 1988, Freeport estime les réserves du Grasberg à 40 milliards de dollars, à moins de trois kilomètres de l’Ertsberg. On estime le coût de construction de la route vers le Grasberg entre 12 et 15 millions de dollars. Mais un chauffeur de bulldozer indonésien, ayant participé à la construction de la route de l’Ertsberg, ouvre la voie seul. La route est finalement revenue à moins de deux millions de dollars. La mise en exploitation a coûté trois millions de dollars US.
La gisement d'Ertsberg proprement dit a été remplacé par le lac Wilson, le déversoir de tous les métaux lourds utilisés pour l'extraction en amont, au Grasberg.
Plusieurs milliers de mineurs (70 % des salariés du site selon les syndicats) entrent en grève en octobre 2011, dénonçant la faiblesse des rémunérations payées par Freeport-McMoRan (1,50 dollar de l’heure), alors même que leurs conditions de travail sur ce site — entre 3 200 et 4 200 mètres d’altitude — sont des plus éprouvantes. L’intervention des forces de police indonésiennes provoque la mort de deux mineurs.
En juillet 2018, le gouvernement indonésien via l'entreprise Inalum, prend une participation majoritaire a 51 % dans la mine pour 3,85 milliards de dollars, en acquérant notamment la participation de 41,6 % de Rio Tinto.

## Exploitation
Le minerai descend par voie ferrée à 600 m en dessous de la mine, est transformé en poudre et mêlé à de l’eau pour former un slurry. Ce slurry (bouillie) est pompé à travers des conduites jusqu’au port. Après réduction, chaque tonne de concentré de minerai rend 317 kg de cuivre, 30 g d’or et 30 g d’argent.
L‘explosion du prix des matières premières entre 2005 et 2007 a, pour un temps, considérablement augmenté la rentabilité de la mine. Malgré l’introduction de la fibre optique, la demande de cuivre n’a jamais baissé. L’Asie a en effet des besoins énormes pour s’équiper en infrastructures électriques, ce qui a conduit les prix du cuivre à plus que quadrupler. Le plus haut cours de l’Histoire a été atteint en avril 2006 (6 000 $ la tonne), tandis que le cours de l’or, après une hausse de 40 % en 2005, atteint en 2006 son plus haut niveau depuis 1981.

### Impact économique
La production en 2016 est de 482 000 tonnes de cuivre, 1 million d'onces d'or (30,1 tonnes) et 82 tonnes d’argent.
L'impact de la mine sur l'économie de l'Indonésie est considérable : 14 000 emplois directs et 75 000 emplois indirects, 3 milliards de dollars US en 2004, et 33 milliards entre 1992 et 2004, ce qui représente près de 2 % du produit intérieur brut de l'Indonésie et plus de la moitié de l'économie de la province de Papouasie.
En 2005, Freeport a ainsi versé 1 milliard de dollars de royalties au gouvernement indonésien pour la seule mine de Grasberg, et 65 millions à la province de Papouasie.

### Contestation politique
La mine concentre la contestation du pouvoir central indonésien en Papouasie, qui dure depuis le rattachement de la Papouasie occidentale à l’Indonésie en 1962.
De plus, des milliers de Papous ont été expropriés de leur montagne pour permettre l’exploitation de la mine. En 1977, la mine est attaquée par l'Organisation pour une Papouasie libre (OPM). Le groupe dynamite la principale conduite, ce qui provoque des dizaines de millions de dollars de dégâts, et attaque les installations minières. La répression militaire indonésienne cause la mort de 800 personnes au moins.
Freeport-McMoRan possède son propre service de sécurité pour protéger la mine. L’armée indonésienne y concentre près de 6 000 hommes.
En mars 2006, des manifestations d’étudiants à Timika (côte sud de l’île) et Jayapura (côte nord) pour demander la fermeture de la mine ont été durement réprimées.

### Contestation environnementale

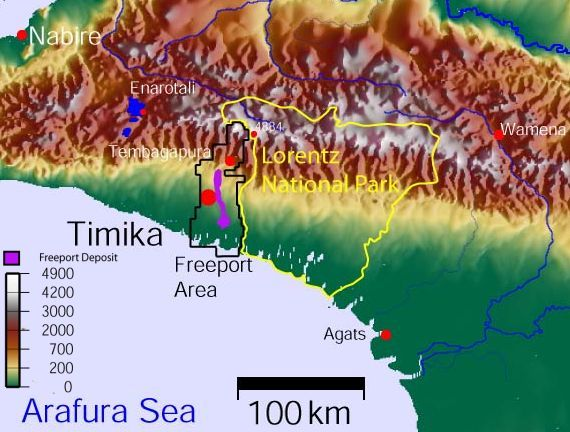
Les gisements de Freeport et le parc national de Lorentz

Les déchets de la mine, évalués à 87,60 millions de tonnes par an, sont l’objet d’un désastre environnemental. La roche extraite reste dans les collines, sur une épaisseur de 300 mètres et sur une surface de 8 km2. La pluie et les écoulements naturels lavent ces dépôts, et entraînent les particules fines dans le fleuve Aikwa, où elles se déposent tout le long de son cours. Près de 250 km2 sont contaminés, avec une forte teneur en cuivre, et les poissons ont presque disparu du fleuve. En 1995, la compagnie d’assurance Overseas Private Investment Corporation (OPIC) a résilié la police de Freeport pour des pollutions que Freeport ne se serait pas permises aux États-Unis, ce qui est une première dans l’histoire d'OPIC. Freeport a d’ailleurs poursuivi celle-ci en justice. Diverses propositions ont été faites par les ministres de l’environnement, Sonny Keraf et Nabiel Makarim à partir de 2000, mais rien n’a encore été fait.
Les gisements de Freeport jouxtent le parc national de Lorentz.
Enfin, la mine est à proximité d’un des rares glaciers équatoriaux, qui sert d’indicateur pour les modifications climatiques de la région. La disparition de la végétation, et l’érosion des pentes dues aux activités minières, les tremblements de terre et les pluies fréquentes ont créé des landes désolées tout autour de la mine. Quelques projets de remise en état commencent à être lancés par la mine, des associations écologiques et des citoyens inquiétés par le danger de contamination au cuivre et la pollution aux acides des rivières, du sol et des nappes phréatiques.

## Route d'accès
La route d'accès menant à la mine est unique au Monde, elle part de la ville de Timika à 30m d'altitude pour arriver à près de 3800m d'altitude 77km plus loin. La route est composée d'environ 30 à 35km d'asphalte et de 40 à 45km de piste "graviers" (route non goudronnée). Celle-ci passe par deux localités Hidden Valley et Tembagapura mais également par un camp de mineurs (Ridge Camp) et deux tunnels Hannekam Tunnel et Zaakgam Tunnel. Cette route est unique au Monde par sa pente et sa difficulté.
Les montées sont les suivantes : Hannekam Tunnel 12.6km à 15%, Hidden Valley 4.7km à 10%, Zaakgam Tunnel 3.1km à 18% et HEAT Rd 7.5km à 19%. La montée globale est de 43.5km à 7.5% de moyenne. Cette montée, bien que jamais montée par un cycliste, serait la plus difficile du monde selon de nombreux critères tels que le coefficient APM.

## Sources
- (en) Cet article est partiellement ou en totalité issu de l’article de Wikipédia en anglais intitulé « Grasberg mine » (voir la liste des auteurs).